# لورينزو ماير
لورينزو ماير (بالإسبانية: Lorenzo Meyer)‏ (و. 1943 – م) هو كاتِب، وصحفي، من المكسيك، ولد في مدينة مكسيكو.

## جوائز
حصل على جوائز منها:
- الجائزة الوطنية في العلوم والآداب في المكسيك.